# Distrito Kita-Adachi, Saitama

Kitaadachi (北足立郡, Kita-Adachi-gun) é um distrito localizado na Prefeitura de Saitama, no Japão.

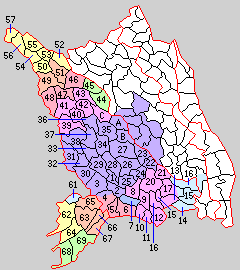
Mapa do Distrito Kitaadachi, em Saitama, no Japão

Em 1 de setembro de 2005, o distrito tinha uma população estimada de 36.979 e uma densidade de 2.498,58 pessoas por km². A área total é 14,80 km². (Esses números não incluem os de Fukiage, que se fundiu com uma cidade fora do distrito em 1 de outubro de 2005)

## Cidades e vilas
- Ina

## Fusão
- Em 1 de outubro de 2005, a cidade de Fukiage se fundiu com a cidade de Kōnosu.